# Theristus ambronensis
Theristus ambronensis is een rondwormensoort uit de familie van de Xyalidae. De wetenschappelijke naam van de soort is voor het eerst geldig gepubliceerd in 1937 door Schulz.